# اچ‌ام‌اس تریدویند
اچ‌ام‌اس تریدویند (به انگلیسی: HMS Tradewind) یک زیردریایی بود که طول آن ۲۷۶ فوت ۶ اینچ (۸۴٫۲۸ متر) بود. این زیردریایی در سال ۱۹۴۲ ساخته شد.